# Ч. П. — Чрезвычайное происшествие
«Ч. П. — Чрезвычайное происшествие» — советский чёрно-белый пропагандистский фильм — совместное производство киностудий им. Горького и им. Довженко, 1958. Лидер кинопроката 1959 года — более 47 миллионов зрителей.
Сюжетная линия строится вокруг истории захвата танкера «Туапсе» в вольном пересказе советской пропаганды.

## Сюжет
1954 год. Советский танкер «Полтава», следующий с авиационным керосином в Китай, захвачен чанкайшистами. При этом моториста Райского (Вячеслав Тихонов) обвиняют в том, что он  случайно якобы убил одного из солдат (потом оказалось, что тот жив), и под этим предлогом чанкайшисты стали искать «убийцу», выставив это событие одним из поводов для задержания судна. Танкер с экипажем доставлен на Тайвань, где экипаж уговаривают добровольно перейти на сторону «подлинной свободы и демократии», обращаясь исключительно хорошо: поселяют на роскошной вилле, поят, кормят. Когда уговоры не подействовали, в ход пускаются совсем другие меры: концлагерь, лишения. 
Далее — героические приключения. Одни вернулись на Родину через несколько месяцев, другие только через годы, а некоторые не вернулись вовсе.
Рассказ ведется от лица первого помощника капитана по воспитательной работе (Михаил Кузнецов).

## Актёры
- Михаил Кузнецов — Антон Семёнович Коваленко
- Александр Ануров — Леонид Петрович Калугин
- Вячеслав Тихонов — Виктор Райский
- Таисия Литвиненко — Рита Воронкова
- Анатолий Соловьёв — Грачёв
- Гиули Чохонелидзе — Василий Ергер
- Дмитрий Капка — Харитоненко
- Владимир Рудин — Иван Фролов
- Юрий Сарычев — Костя Береговой
- Павел Усовниченко — Николай Фёдорович Сахаров
- Владимир Дальский — Фан
- Владимир Уан-Зо-Ли — Гао
- Александр Толстых — Доронин
- Михаил Сиренко — Петренко
- Валерий Зиновьев
- Борис Ивченко
- Евгений Балиев — Соколов
- Витольд Янпавлис
- Александр Барушной — французский консул
- Владимир Волчик — американский офицер
- Алексей Кондратенко — член экипажа
- Нонна Тэн — Цзян-Ли
- Юрий Ван Юй-Цюань — Ли Хан

## Съёмочная группа
- Авторы сценария: Григорий Колтунов, Виталий Калинин, Дмитрий Кузнецов
- Режиссёр-постановщик: Виктор Ивченко
- Оператор: Алексей Прокопенко
- Художник: Михаил Юферов
- Композитор: Игорь Шамо
- Текст песни: Владимир Карпеко
- Директор картины: Михаил Ротлейдер

## Награды и достижения
- Первый приз за изобразительное решение (М. Юферов),
- Второй приз за режиссуру фильма (В. Ивченко) ВКФ-59 в Киеве.
- Фильм стал лидером кинопроката в СССР за 1959 год (1-е место, 47,5 млн зрителей), и единственным фильмом студии Довженко, возглавившим прокатный рейтинг СССР[1].